# Alimento fortificato

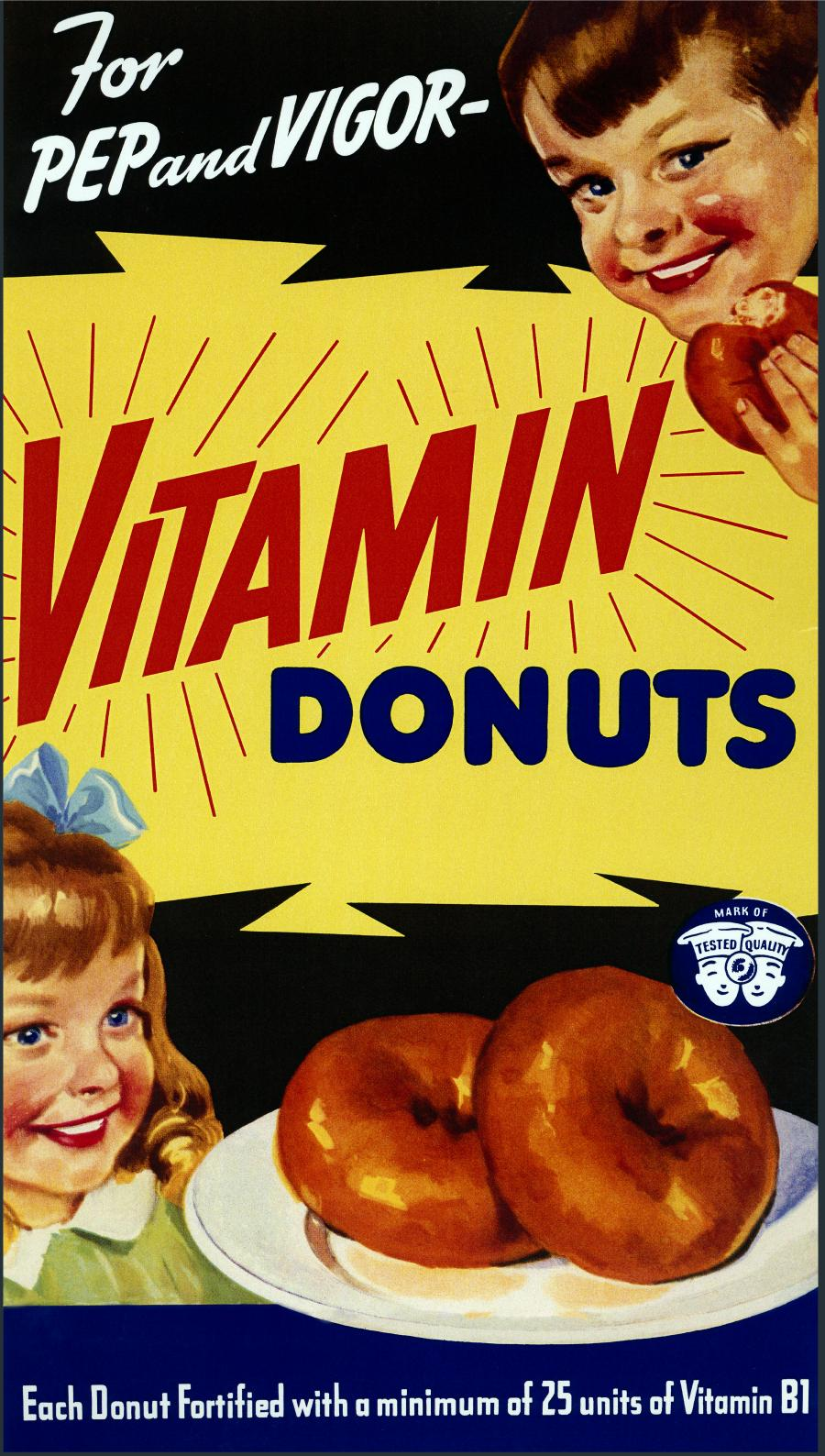
Pubblicità di un alimento fortificato

Un alimento fortificato è un alimento che è addizionato di micronutrienti e/o altre sostanze di interesse nutrizionale attraverso specifici processi tecnologici, sulla base di accertate evidenze scientifiche e di carenze attese nella popolazione, con l'intento di aumentare la loro assunzione nei singoli individui.
Sono utilizzati per ripristinare le carenze vitaminiche di specifici settori di popolazione, soprattutto nei paesi in via di sviluppo o in pazienti con particolari malattie.
In tali alimenti, a differenza degli alimenti arricchiti in cui è incrementata la concentrazione di sostanze nutrienti già presenti naturalmente, viene addizionato un nutriente ex-novo. Ne sono un esempio: il sale iodato, addizionato di iodio, i fiocchi di cereali addizionati di vitamine e minerali, i fertilizzanti al selenio.